# Kino Corso w Toruniu
Corso – pierwsze kino w Toruniu otwarte w 1907 roku na rogu Rynku Nowomiejskiego i ul. Prostej.